# Boom Clap
Singles de Charli XCX
Fancy
(2014) Break the Rules
(2014)
Pistes de Nos étoiles contraires
Long Way Down
(6) While I'm Alive
(8)
Boom Clap est une chanson de l'auteure-compositrice-interprète Charli XCX, révélée le 11 avril 2014 et sortie en tant que premier single de la bande originale du film Nos étoiles contraires. Le titre, enregistré pour le deuxième album de la chanteuse, Sucker, a d'abord été proposé à Hilary Duff, qui a décliné l'offre, incitant alors Charli XCX à le proposer pour Nos étoiles contraires.
Du 4 au 18 juin 2014, la chanson a été vendue à plus de 191 000 exemplaires aux États-Unis,,.

## Historique des sorties
| Pays       | Date         | Label            | Format          |
| ---------- | ------------ | ---------------- | --------------- |
| États-Unis | 17 juin 2014 | Atlantic Records | Diffusion radio |